# Bob Richards (musicista)
Bob Richards (Edimburgo, 5 giugno 1965) è un batterista e compositore britannico conosciuto soprattutto come membro della band Asia e Psycho Motel.

## Biografia
Dal 1997 al 2008 ha suonato con i Man ,ed è apparso in cinque album della band: Endangered Species, Down Town Live, Undrugged, Diamonds and Coal e Kingdom of Noise.  Nel 2014, Richards ha lavorato con gli AC/DC a causa dei problemi giudiziari di Phil Rudd.
Dal 2018 suona nei Son of Man, supergruppo heavy metal, ed è inoltre noto per la sua collaborazione con artisti quali Richards ha anche lavorato con Dave Edmunds, Andy Fairweather Low, Paul Chapman e Tony Mills.

## Discografia

### Solista
- 2013 - A Work with Heroes

### Asia
- 1994 - Aria

### Men
- 2000 - Endangered Species
- 2002 - Undrugged
- 2009 - Kingdom of Noise

### Collaborazioni (parziale)
- 1993 - Music from Piece of Mind - Rafael Brom
- 1997 - Fall of My Dreams - Slavek Hanslik